# Dufourea cypria
Dufourea cypria är en biart som beskrevs av Mavromoustakis 1952. Dufourea cypria ingår i släktet solbin, och familjen vägbin. Inga underarter finns listade i Catalogue of Life.